# Aritmija (roman)
Aritmija (COBISS) je roman Janija Virka; izšel je leta 2004 pri Mladinski knjigi.

## Vsebina
Klemen Jager, lastnik uspešne oglaševalske firme, je izpopolnjen moški, s prijetnim glasom in izklesanim telesom. Že petnajst let je poročen z Žano, vendar ima redne seksualne avanture z drugimi ženskami. V ospredju sta mlada novinarka Erna in Avstrijka Ingrid. Ves čas ima napade tesnobe, obremenjuje se s smrtjo dveh najboljših prijateljev, kljub rednim obiskom fitnesa se mu zdi, da ga telo pušča na cedilu. Nekega dne na poti na poslovno večerjo pobere štoparko, za katero se izkaže, da je hči umrlega prijatelja Blaža iz študentskih dni. Na njenem domu v Goriških brdih se mu odpre povsem nov pogled na svet, katerega prej ni poznal. Konec pušča avtor odprt.